# Caïn
Caïn è una serie televisiva francese del 2012, creata da Alexis Le Sec e Bertrand Arthuys.
La serie è stata trasmessa per la prima volta in Francia su France 2 dal 5 ottobre 2012 al 7 febbraio 2020, per un totale di 68 episodi ripartiti su otto stagioni. Un adattamento italiano è stato pubblicato sul servizio in streaming TIMvision nel 2014, dove è stata resa disponibile la prima stagione della serie.

## Trama
Frédéric Caïn è un agente di polizia in carica come capitano, seduto su una sedia a rotelle dopo un incidente motociclistico autoinflitto. È un uomo cinico con un oscuro senso dell'umorismo, a cui piace essere al limite della legalità nelle sue indagini e che attrae molte persone con il suo stile. È assistito dal tenente Lucie Delambre. La vita privata di Caïn ruota attorno alla sua ex moglie Gaëlle e a suo figlio Ben.

## Episodi
| Stagione         | Episodi | Prima TV Francia | Pubblicazione Italia |
| ---------------- | ------- | ---------------- | -------------------- |
| Prima stagione   | 8       | 2012             | 2014                 |
| Seconda stagione | 8       | 2014             | inedita              |
| Terza stagione   | 8       | 2015             | inedita              |
| Quarta stagione  | 10      | 2016             | inedita              |
| Quinta stagione  | 10      | 2017             | inedita              |
| Sesta stagione   | 10      | 2018             | inedita              |
| Settima stagione | 8       | 2019             | inedita              |
| Ottava stagione  | 6       | 2020             | inedita              |

## Personaggi e interpreti
- Capitano Frederick Caïn (stagioni 1-8), interpretato da Bruno Debrandt (st. 1-6) e Julien Baumgartner (st. 7-8).
- Tenente / Comandante Lucie Delambre (stagioni 1-8), interpretata da Julie Delarme.
- Comandante Jacques Moretti (stagioni 1-5), interpretato da Frédéric Pellegeay.
- Tenente Nassim Borel (stagioni 1-8), interpretato da Mourad Boudaoud.
- Gaëlle (stagioni 1-8), interpretata da Anne Suarez.
- Dott. Elizabeth Stunia (stagioni 1-8), interpretata da Smadi Wolfman.
- Aimé Legrand (stagioni 6-8), interpretato da David Baïot.